# 菊水インターチェンジ
菊水インターチェンジ（きくすいインターチェンジ）は、熊本県玉名郡和水町原口にある九州自動車道のインターチェンジである。

## 道路
- E3 九州自動車道（13番）

## 接続する道路
- 熊本県道16号玉名山鹿線

この道路を経由し玉名市ならびに山鹿市へとアクセスできる。なお、出口案内標識にある国道3号は玉名山鹿線を山鹿方面へ、国道208号は玉名方面へ向かう必要がある。

## 料金所
ブース数：4

### 入口
- ブース数：2
  - ETC専用：1
  - ETC/一般：1

### 出口
- ブース数：2
  - ETC専用：1
  - 一般：1

## 周辺
- セイノースーパーエクスプレス玉名営業所[1]
- ヤマト運輸菊水営業所[2]
- 佐川急便北熊本営業所
- 三加和温泉
- 玉名温泉
- 山鹿温泉
- 平山温泉

## 菊水バスストップ
料金所を出てすぐのところに高速バス専用のバス停留所がある。停車する路線は以下のとおり。
| 路線愛称                 | 運行会社                  | 方面 |
| ------------------------ | ------------------------- | --- |
| ひのくに号（植木IC経由） | 九州産交バス 西日本鉄道   | 熊本方面：植木IC → 西合志 → 武蔵ヶ丘 → 熊本（熊本県庁前・桜町BT） 福岡方面：八女IC → 高速基山 → 筑紫野 → 福岡（博多BT・天神高速BT）               |
| ひのくに号（各停）       | 九州産交バス 西日本鉄道   | 熊本方面：鹿央 → 植木IC → 西合志 → 武蔵ヶ丘 → 熊本（熊本県庁前・桜町BT） 福岡方面：小原 → 八女IC → 高速基山 → 筑紫野 → 福岡空港（国内線・国際線） |
| りんどう号               | 九州産交バス 長崎県交通局 | 大村IC → 諫早IC → 長崎（昭和町・長崎駅前・中央橋）                                                                                                |

## 菊水インターチェンジバス停
県道玉名山鹿線上には一般路線バスの停車する『菊水インターチェンジバス停』がある。
山鹿温泉と玉名駅を結ぶ九州産交バスの路線が停車する。

## 隣
E3 九州自動車道
(12)南関IC - 玉名PA - (13)菊水IC - (14)植木IC
高速路線バス
小原BS‐(13)菊水IC‐鹿央BS